# Козлов, Сергей Олегович
Сергей Олегович Козлов — гвардии младший сержант Вооружённых Сил Российской Федерации, участник антитеррористических операций в период Второй чеченской войны, погиб при исполнении служебных обязанностей во время боя 6-й роты 104-го гвардейского воздушно-десантного полка у высоты 776 в Шатойском районе Чечни.

## Биография
Сергей Олегович Козлов родился 13 апреля 1979 года в посёлке Мирный Оленинского района Калининской (ныне — Тверской) области. В 1994 году окончил девять классов Мостовской средней школы Оленинского района, в 1998 году — Торжокское педагогическое училище по специальности учителя физической культуры. Занимался спортивной гимнастикой и акробатикой, выступал в Тверском государственном цирке, кроме того, увлекался бальными танцами, участвовал в художественной самодеятельности. 19 ноября 1998 года Козлов был призван на службу в Вооружённые Силы Российской Федерации Оленинским районным военным комиссариатом Тверской области. После прохождения обучения был зачислен наводчиком-оператором в войсковую часть № 32515 (104-й гвардейский воздушно-десантный полк, дислоцированный в деревне Черёха Псковского района Псковской области), службу проходил в 6-й парашютно-десантной роте.
С началом Второй чеченской войны в составе своего подразделения гвардии младший сержант Сергей Козлов был направлен в Чеченскую Республику. Принимал активное участие в боевых операциях. С конца февраля 2000 года его рота дислоцировалась в районе населённого пункта Улус-Керт Шатойского района Чечни, на высоте под кодовым обозначение 776, расположенной около Аргунского ущелья. 1 марта 2000 года десантники приняли здесь бой против многократно превосходящих сил сепаратистов — против всего 90 военнослужащих федеральных войск, по разным оценкам, действовало от 700 до 2500 боевиков, прорывавшихся из окружения после битвы за райцентр — город Шатой. Гвардии младший сержант Сергей Козлов вместе со всеми своими товарищами отражал ожесточённые атаки боевиков Хаттаба и Шамиля Басаева. В разгар боя он остался прикрывать отход своей разведывательной группы. Даже будучи раненым, он продолжал вести огонь, пока не кончились патроны. Подпустив к себе поближе большую группу сепаратистов, он подорвал себя гранатой вместе с ними. Помимо него, в тот день погибло ещё 83 его сослуживца.
Похоронен на кладбище посёлка Оленино Тверской области.
Указом Президента Российской Федерации от 12 марта 2000 года за мужество и отвагу, проявленные при ликвидации незаконных вооружённых формирований в Северо-Кавказском регионе, гвардии младший сержант Сергей Олегович Козлов посмертно был удостоен ордена Мужества.

## Память
- В честь Козлова названа улица в поселке Мирный Оленинского муниципального округа.
- Имя Козлова носит Мостовская средняя школа Оленинского муниципального округа, где он учился.
- Бюст Козлова установлен в Оленино[3][4].
- Мемориальная доска в память о Козлове установлена в Мирном, на доме, где он жил[5].